# قيصوم بقلة العطاس
أخيليا بقلة العطاس، عود العطاس أو السعوط (الاسم العلمي: Achillea ptarmica) هو نوع من النباتات المزهرة العشبية المعمرة تحت جنس الأخيليا. لديها مجموعات فضفاضة من الزهور البيضاء الشبيهة بالأزرار وتتفتح من يونيو إلى أغسطس. أوراقها خضراء داكنة ومسننة ناعما.